# Mistrzostwa Świata U-21 w Piłce Siatkowej Mężczyzn 2017
Mistrzostwa Świata U-21 Mężczyzn 2017 odbyły się w Czechach w dniach 23 czerwca-2 lipca 2017. Zespoły rywalizowały w Brnie i Czeskich Budziejowicach. W turnieju wzięło udział 16 zespołów.

## Kwalifikacje
| Nazwa imprezy                                                                       | Data przeprowadzenia      | Gospodarz     | Miejsc | Zakwalifikowani                           |
| ----------------------------------------------------------------------------------- | ------------------------- | ------------- | ------ | ----------------------------------------- |
| Gospodarz                                                                           | 2 lutego 2016             | Lozanna       | 1      | Czechy                                    |
| Mistrzostwa Ameryki Północnej, Środkowej i Karaibów Juniorów w Piłce Siatkowej 2016 | 5 lipca - 10 lipca 2016   | Gatineau      | 1      | Stany Zjednoczone                         |
| Mistrzostwa Azji Juniorów w Piłce Siatkowej 2016                                    | 9 - 17 lipca 2016         | Kaohsiung     | 2      | Chiny Iran                                |
| Puchar Panamerykański U-21 w Piłce Siatkowej Mężczyzn 2017                          | 16 - 21 maja 2017         | Fort McMurray | 1      | Brazylia Kuba                             |
| Mistrzostwa Ameryki Południowej Juniorów w Piłce Siatkowej 2016                     | 17 - 24 października 2016 | Bariloche     | 1      | Argentyna                                 |
| Mistrzostwa Afryki Juniorów w Piłce Siatkowej 2016                                  | 22 - 23 września 2016     | Tanger        | 1      | Egipt                                     |
| Europejskie Kwalifikacje do Mistrzostw Świata Juniorów w Piłce Siatkowej 2016       | 18 - 21 maja 2016         |               | 2      | Polska Ukraina                            |
| według rankingu FIVB                                                                | 1 stycznia 2017           | Lozanna       | 6      | Rosja Włochy Turcja Kanada Japonia Maroko |
| Razem                                                                               |                           |               | 16     |                                           |

## System rozgrywek
W turnieju bierze udział 16 drużyn podzielonych na 8 grupy po 4 zespoły w każdej. Drużyny w grupach rozgrywają ze sobą mecze systemem każdy z każdym. Po pierwszej fazie z walki o medale odpada 1 najsłabsza drużyna z każdej grupy. Zespoły te walczą o miejsca 17-20. Pozostałe drużyny awansują do 1/8 finału. Zwycięzcy 1/8 finału walczą systemem pucharowym o miejsca 1-8 a przegrani o miejsca 9-16.

## Hale sportowe
| Grupa A, B, E, F, 1/8 finału | Grupa C, D, G, H, miejsca 9-16 |
| ---------------------------- | ------------------------------ |
| Brno                         | Czeskie Budziejowice           |
| DRFG Arena                   | Budvar Arena                   |
| Pojemność: 7770              | Pojemność: 6421                |
|                              |                                |

## Pierwsza runda

### Grupa A
| Lp. | Drużyna | Mecze | Mecze   | Mecze   | Pkt | Sety | Sety | Sety  | Małe punkty | Małe punkty | Małe punkty |
| Lp. | Drużyna | M     | W (3:2) | P (2:3) | Pkt | wyg. | prz. | ratio | zdob.       | str.        | ratio       |
| --- | ------- | ----- | ------- | ------- | --- | ---- | ---- | ----- | ----------- | ----------- | ----------- |
| 1   | Polska  | 3     | 3 (0)   | 0 (0)   | 9   | 9    | 0    | MAX   | 235         | 174         | 1.351       |
| 2   | Kanada  | 3     | 2 (1)   | 1 (0)   | 5   | 6    | 5    | 1.200 | 248         | 245         | 1.012       |
| 3   | Czechy  | 3     | 1 (0)   | 2 (1)   | 4   | 5    | 6    | 0.833 | 240         | 235         | 1.021       |
| 4   | Maroko  | 3     | 0 (0)   | 3 (0)   | 0   | 0    | 9    | 0.000 | 156         | 225         | 0.693       |

Źródło: fivb.org
Punktacja: 3:0 i 3:1 – 3 pkt; 3:2 – 2 pkt; 2:3 – 1 pkt; 1:3 i 0:3 – 0 pkt
Zasady ustalania kolejności: 1. liczba zwycięstw; 2. liczba punktów; 3. stosunek setów; 4. stosunek małych punktów; 5. bilans w bezpośrednich meczach
     awans do 1/8 finału
     awans do 1/8 finału
     mecze o miejsca 9-16
     mecze o miejsca 9-16
Wyniki spotkań
| Data  | Godz. | Drużyna 1 | Wynik | Drużyna 2 | 1     | 2     | 3     | 4     | 5     | Widzów | * |
| ----- | ----- | --------- | ----- | --------- | ----- | ----- | ----- | ----- | ----- | ------ | - |
| 23.06 | 12:30 | Polska    | 3:0   | Maroko    | 25:9  | 25:15 | 25:15 |       |       | 10     |   |
| 23.06 | 17:30 | Czechy    | 2:3   | Kanada    | 22:25 | 25:13 | 25:23 | 18:25 | 12:15 | 1050   |   |
| 24.06 | 12:30 | Kanada    | 3:0   | Maroko    | 25:23 | 25:16 | 25:23 |       |       | 65     |   |
| 24.06 | 17:30 | Polska    | 3:0   | Czechy    | 29:27 | 25:23 | 25:13 |       |       | 1450   |   |
| 25.06 | 12:30 | Polska    | 3:0   | Kanada    | 31:29 | 25:23 | 25:20 |       |       | 75     |   |
| 25.06 | 17:55 | Czechy    | 3:0   | Maroko    | 25:16 | 25:21 | 25:18 |       |       | 925    |   |

### Grupa B
| Lp. | Drużyna           | Mecze | Mecze   | Mecze   | Pkt | Sety | Sety | Sety  | Małe punkty | Małe punkty | Małe punkty |
| Lp. | Drużyna           | M     | W (3:2) | P (2:3) | Pkt | wyg. | prz. | ratio | zdob.       | str.        | ratio       |
| --- | ----------------- | ----- | ------- | ------- | --- | ---- | ---- | ----- | ----------- | ----------- | ----------- |
| 1   | Rosja             | 3     | 3 (0)   | 0 (0)   | 9   | 9    | 0    | MAX   | 232         | 181         | 1.282       |
| 2   | Kuba              | 3     | 2 (1)   | 1 (0)   | 5   | 6    | 5    | 1.200 | 246         | 242         | 1.017       |
| 3   | Turcja            | 3     | 1 (0)   | 2 (1)   | 4   | 5    | 6    | 0.833 | 235         | 246         | 0.955       |
| 4   | Stany Zjednoczone | 3     | 0 (0)   | 3 (0)   | 0   | 0    | 9    | 0.000 | 186         | 230         | 0.809       |

Źródło: fivb.org
Punktacja: 3:0 i 3:1 – 3 pkt; 3:2 – 2 pkt; 2:3 – 1 pkt; 1:3 i 0:3 – 0 pkt
Zasady ustalania kolejności: 1. liczba zwycięstw; 2. liczba punktów; 3. stosunek setów; 4. stosunek małych punktów; 5. bilans w bezpośrednich meczach
     awans do 1/8 finału
     awans do 1/8 finału
     mecze o miejsca 9-16
     mecze o miejsca 9-16
Wyniki spotkań
| Data  | Godz. | Drużyna 1         | Wynik | Drużyna 2         | 1     | 2     | 3     | 4     | 5    | Widzów | * |
| ----- | ----- | ----------------- | ----- | ----------------- | ----- | ----- | ----- | ----- | ---- | ------ | - |
| 23.06 | 15:00 | Rosja             | 3:0   | Kuba              | 32:30 | 25:17 | 25:14 |       |      | 250    |   |
| 23.06 | 20:30 | Turcja            | 3:0   | Stany Zjednoczone | 25:19 | 25:14 | 30:28 |       |      | 200    |   |
| 24.06 | 15:00 | Stany Zjednoczone | 0:3   | Kuba              | 23:25 | 19:25 | 20:25 |       |      | 225    |   |
| 24.06 | 20:00 | Rosja             | 3:0   | Turcja            | 25:19 | 25:20 | 25:18 |       |      | 200    |   |
| 25.06 | 15:00 | Turcja            | 2:3   | Kuba              | 21:25 | 25:23 | 25:22 | 20:25 | 7:15 | 200    |   |
| 25.06 | 20:00 | Rosja             | 3:0   | Stany Zjednoczone | 25:20 | 25:21 | 25:22 |       |      | 125    |   |

### Grupa C
| Lp. | Drużyna   | Mecze | Mecze   | Mecze   | Pkt | Sety | Sety | Sety  | Małe punkty | Małe punkty | Małe punkty |
| Lp. | Drużyna   | M     | W (3:2) | P (2:3) | Pkt | wyg. | prz. | ratio | zdob.       | str.        | ratio       |
| --- | --------- | ----- | ------- | ------- | --- | ---- | ---- | ----- | ----------- | ----------- | ----------- |
| 1   | Iran      | 3     | 3 (2)   | 0 (0)   | 7   | 9    | 4    | 2.250 | 289         | 268         | 1.078       |
| 2   | Argentyna | 3     | 2 (0)   | 1 (1)   | 7   | 8    | 4    | 2.000 | 274         | 258         | 1.062       |
| 3   | Włochy    | 3     | 1 (1)   | 2 (0)   | 2   | 4    | 8    | 0.500 | 260         | 264         | 0.985       |
| 4   | Ukraina   | 3     | 0 (0)   | 3 (2)   | 2   | 4    | 9    | 0.444 | 253         | 286         | 0.885       |

Źródło: fivb.org
Punktacja: 3:0 i 3:1 – 3 pkt; 3:2 – 2 pkt; 2:3 – 1 pkt; 1:3 i 0:3 – 0 pkt
Zasady ustalania kolejności: 1. liczba zwycięstw; 2. liczba punktów; 3. stosunek setów; 4. stosunek małych punktów; 5. bilans w bezpośrednich meczach
     awans do 1/8 finału
     awans do 1/8 finału
     mecze o miejsca 9-16
     mecze o miejsca 9-16
Wyniki spotkań
| Data  | Godz. | Drużyna 1 | Wynik | Drużyna 2 | 1     | 2     | 3     | 4     | 5     | Widzów | * |
| ----- | ----- | --------- | ----- | --------- | ----- | ----- | ----- | ----- | ----- | ------ | - |
| 23.06 | 12:30 | Argentyna | 3:0   | Ukraina   | 25:21 | 25:16 | 25:20 |       |       | 100    |   |
| 23.06 | 17:30 | Włochy    | 0:3   | Iran      | 22:25 | 19:25 | 21:25 |       |       | 110    |   |
| 24.06 | 12:30 | Iran      | 3:2   | Ukraina   | 25:19 | 25:21 | 23:25 | 20:25 | 15:13 | 100    |   |
| 24.06 | 17:55 | Argentyna | 3:1   | Włochy    | 32:30 | 25:19 | 14:25 | 25:21 |       | 150    |   |
| 25.06 | 12:30 | Włochy    | 3:2   | Ukraina   | 25:22 | 15:25 | 23:25 | 25:13 | 15:8  | 80     |   |
| 25.06 | 17:30 | Argentyna | 2:3   | Iran      | 21:25 | 20:25 | 25:23 | 25:18 | 12:15 | 220    |   |

### Grupa D
| Lp. | Drużyna  | Mecze | Mecze   | Mecze   | Pkt | Sety | Sety | Sety  | Małe punkty | Małe punkty | Małe punkty |
| Lp. | Drużyna  | M     | W (3:2) | P (2:3) | Pkt | wyg. | prz. | ratio | zdob.       | str.        | ratio       |
| --- | -------- | ----- | ------- | ------- | --- | ---- | ---- | ----- | ----------- | ----------- | ----------- |
| 1   | Brazylia | 3     | 3 (0)   | 0 (0)   | 9   | 9    | 0    | MAX   | 225         | 173         | 1.301       |
| 2   | Chiny    | 3     | 2 (0)   | 1 (0)   | 6   | 6    | 5    | 1.200 | 247         | 231         | 1.069       |
| 3   | Japonia  | 3     | 1 (0)   | 2 (0)   | 3   | 4    | 7    | 0.571 | 244         | 263         | 0.928       |
| 4   | Egipt    | 3     | 0 (0)   | 3 (0)   | 0   | 2    | 9    | 0.222 | 218         | 267         | 0.816       |

Źródło: fivb.org
Punktacja: 3:0 i 3:1 – 3 pkt; 3:2 – 2 pkt; 2:3 – 1 pkt; 1:3 i 0:3 – 0 pkt
Zasady ustalania kolejności: 1. liczba zwycięstw; 2. liczba punktów; 3. stosunek setów; 4. stosunek małych punktów; 5. bilans w bezpośrednich meczach
     awans do 1/8 finału
     awans do 1/8 finału
     mecze o miejsca 9-16
     mecze o miejsca 9-16
Wyniki spotkań
| Data  | Godz. | Drużyna 1 | Wynik | Drużyna 2 | 1     | 2     | 3     | 4     | 5 | Widzów | * |
| ----- | ----- | --------- | ----- | --------- | ----- | ----- | ----- | ----- | - | ------ | - |
| 23.06 | 15:00 | Chiny     | 3:1   | Japonia   | 25:21 | 25:23 | 22:25 | 25:16 |   | 110    |   |
| 23.06 | 20:00 | Brazylia  | 3:0   | Egipt     | 25:20 | 25:18 | 25:18 |       |   |        |   |
| 24.06 | 15:25 | Egipt     | 1:3   | Japonia   | 17:25 | 25:17 | 26:28 | 23:25 |   | 100    |   |
| 24.06 | 20:30 | Chiny     | 0:3   | Brazylia  | 16:25 | 21:25 | 16:25 |       |   | 120    |   |
| 25.06 | 15:10 | Brazylia  | 3:0   | Japonia   | 25:23 | 25:20 | 25:21 |       |   | 110    |   |
| 25.06 | 20:35 | Chiny     | 3:1   | Egipt     | 25:15 | 22:25 | 25:18 | 25:13 |   | 100    |   |

## Druga runda

### Grupa E
| Lp. | Drużyna | Mecze | Mecze   | Mecze   | Pkt | Sety | Sety | Sety  | Małe punkty | Małe punkty | Małe punkty |
| Lp. | Drużyna | M     | W (3:2) | P (2:3) | Pkt | wyg. | prz. | ratio | zdob.       | str.        | ratio       |
| --- | ------- | ----- | ------- | ------- | --- | ---- | ---- | ----- | ----------- | ----------- | ----------- |
| 1   | Polska  | 3     | 3 (2)   | 0 (0)   | 7   | 9    | 4    | 2.250 | 293         | 254         | 1.154       |
| 2   | Kuba    | 3     | 2 (1)   | 1 (0)   | 5   | 6    | 6    | 1.000 | 257         | 273         | 0.941       |
| 3   | Iran    | 3     | 1 (1)   | 2 (2)   | 4   | 7    | 8    | 0.875 | 318         | 310         | 1.026       |
| 4   | Chiny   | 3     | 0 (0)   | 3 (2)   | 2   | 5    | 9    | 0.556 | 285         | 316         | 0.902       |

Źródło: fivb.org
Punktacja: 3:0 i 3:1 – 3 pkt; 3:2 – 2 pkt; 2:3 – 1 pkt; 1:3 i 0:3 – 0 pkt
Zasady ustalania kolejności: 1. liczba zwycięstw; 2. liczba punktów; 3. stosunek setów; 4. stosunek małych punktów; 5. bilans w bezpośrednich meczach
     awans do półfinału
     mecze o miejsca 5-8
     mecze o miejsca 9-12
     mecze o miejsca 13-16
Wyniki spotkań
| Data  | Godz. | Drużyna 1 | Wynik | Drużyna 2 | 1     | 2     | 3     | 4     | 5     | Widzów | * |
| ----- | ----- | --------- | ----- | --------- | ----- | ----- | ----- | ----- | ----- | ------ | - |
| 27.06 | 12:30 | Polska    | 3:2   | Chiny     | 25:13 | 18:25 | 23:25 | 25:18 | 15:8  | 75     |   |
| 27.06 | 17:55 | Kuba      | 3:2   | Iran      | 25:22 | 25:23 | 19:25 | 13:25 | 15:8  | 300    |   |
| 28.06 | 12:30 | Iran      | 3:2   | Chiny     | 25:17 | 23:25 | 26:24 | 20:25 | 15:10 | 100    |   |
| 28.06 | 17:45 | Polska    | 3:0   | Kuba      | 25:17 | 25:22 | 25:20 |       |       | 325    |   |
| 29.06 | 12:30 | Kuba      | 3:1   | Chiny     | 25:21 | 25:23 | 24:26 | 27:25 |       | 70     |   |
| 29.06 | 18:10 | Polska    | 3:2   | Iran      | 27:29 | 25:21 | 20:25 | 25:20 | 15:11 | 300    |   |

### Grupa F
| Lp. | Drużyna   | Mecze | Mecze   | Mecze   | Pkt | Sety | Sety | Sety  | Małe punkty | Małe punkty | Małe punkty |
| Lp. | Drużyna   | M     | W (3:2) | P (2:3) | Pkt | wyg. | prz. | ratio | zdob.       | str.        | ratio       |
| --- | --------- | ----- | ------- | ------- | --- | ---- | ---- | ----- | ----------- | ----------- | ----------- |
| 1   | Rosja     | 3     | 3 (1)   | 0 (0)   | 8   | 9    | 4    | 2.250 | 317         | 286         | 1.108       |
| 2   | Brazylia  | 3     | 2 (0)   | 1 (1)   | 7   | 8    | 4    | 2.000 | 282         | 257         | 1.097       |
| 3   | Kanada    | 3     | 1 (1)   | 2 (0)   | 2   | 5    | 8    | 0.625 | 275         | 302         | 0.911       |
| 4   | Argentyna | 3     | 0 (0)   | 3 (1)   | 1   | 3    | 9    | 0.333 | 257         | 286         | 0.899       |

Źródło: fivb.org
Punktacja: 3:0 i 3:1 – 3 pkt; 3:2 – 2 pkt; 2:3 – 1 pkt; 1:3 i 0:3 – 0 pkt
Zasady ustalania kolejności: 1. liczba zwycięstw; 2. liczba punktów; 3. stosunek setów; 4. stosunek małych punktów; 5. bilans w bezpośrednich meczach
     awans do półfinału
     mecze o miejsca 5-8
     mecze o miejsca 9-12
     mecze o miejsca 13-16
Wyniki spotkań
| Data  | Godz. | Drużyna 1 | Wynik | Drużyna 2 | 1     | 2     | 3     | 4     | 5     | Widzów | * |
| ----- | ----- | --------- | ----- | --------- | ----- | ----- | ----- | ----- | ----- | ------ | - |
| 27.06 | 15:10 | Rosja     | 3:1   | Argentyna | 25:23 | 25:15 | 27:29 | 25:19 |       | 265    |   |
| 27.06 | 20:40 | Kanada    | 1:3   | Brazylia  | 15:25 | 25:19 | 23:25 | 16:25 |       | 350    |   |
| 28.06 | 15:35 | Brazylia  | 3:0   | Argentyna | 25:20 | 25:23 | 25:23 |       |       | 250    |   |
| 28.06 | 20:00 | Rosja     | 3:1   | Kanada    | 28:26 | 25:27 | 25:21 | 25:13 |       | 125    |   |
| 29.06 | 15:10 | Kanada    | 3:2   | Argentyna | 23:25 | 21:25 | 25:22 | 25:22 | 15:11 | 70     |   |
| 29.06 | 21:10 | Rosja     | 3:2   | Brazylia  | 25:20 | 21:25 | 30:28 | 19:25 | 17:15 | 350    |   |

### Grupa G
| Lp. | Drużyna           | Mecze | Mecze   | Mecze   | Pkt | Sety | Sety | Sety  | Małe punkty | Małe punkty | Małe punkty |
| Lp. | Drużyna           | M     | W (3:2) | P (2:3) | Pkt | wyg. | prz. | ratio | zdob.       | str.        | ratio       |
| --- | ----------------- | ----- | ------- | ------- | --- | ---- | ---- | ----- | ----------- | ----------- | ----------- |
| 1   | Włochy            | 3     | 3 (1)   | 0 (0)   | 8   | 9    | 2    | 4.500 | 265         | 226         | 1.173       |
| 2   | Egipt             | 3     | 2 (0)   | 1 (0)   | 6   | 6    | 4    | 1.500 | 234         | 224         | 1.045       |
| 3   | Stany Zjednoczone | 3     | 1 (1)   | 2 (0)   | 2   | 4    | 8    | 0.500 | 261         | 272         | 0.960       |
| 4   | Czechy            | 3     | 0 (0)   | 3 (2)   | 2   | 4    | 9    | 0.444 | 261         | 299         | 0.873       |

Źródło: fivb.org
Punktacja: 3:0 i 3:1 – 3 pkt; 3:2 – 2 pkt; 2:3 – 1 pkt; 1:3 i 0:3 – 0 pkt
Zasady ustalania kolejności: 1. liczba zwycięstw; 2. liczba punktów; 3. stosunek setów; 4. stosunek małych punktów; 5. bilans w bezpośrednich meczach
     awans do półfinału
     mecze o miejsca 5-8
     mecze o miejsca 9-12
     mecze o miejsca 13-16
Wyniki spotkań
| Data  | Godz. | Drużyna 1         | Wynik | Drużyna 2         | 1     | 2     | 3     | 4     | 5     | Widzów | * |
| ----- | ----- | ----------------- | ----- | ----------------- | ----- | ----- | ----- | ----- | ----- | ------ | - |
| 27.06 | 12:30 | Stany Zjednoczone | 0:3   | Włochy            | 23:25 | 21:25 | 23:25 |       |       | 50     |   |
| 27.06 | 17:30 | Czechy            | 0:3   | Egipt             | 19:25 | 23:25 | 22:25 |       |       | 300    |   |
| 28.06 | 12:30 | Włochy            | 3:0   | Egipt             | 26:24 | 25:20 | 25:17 |       |       | 50     |   |
| 28.06 | 17:40 | Czechy            | 2:3   | Stany Zjednoczone | 23:25 | 26:24 | 25:21 | 18:25 | 7:15  | 250    |   |
| 29.06 | 12:30 | Stany Zjednoczone | 1:3   | Egipt             | 22:25 | 25:23 | 18:25 | 19:25 |       | 20     |   |
| 29.06 | 17:30 | Czechy            | 2:3   | Włochy            | 25:23 | 14:25 | 25:23 | 18:25 | 16:18 | 600    |   |

### Grupa H
| Lp. | Drużyna | Mecze | Mecze   | Mecze   | Pkt | Sety | Sety | Sety  | Małe punkty | Małe punkty | Małe punkty |
| Lp. | Drużyna | M     | W (3:2) | P (2:3) | Pkt | wyg. | prz. | ratio | zdob.       | str.        | ratio       |
| --- | ------- | ----- | ------- | ------- | --- | ---- | ---- | ----- | ----------- | ----------- | ----------- |
| 1   | Turcja  | 3     | 2 (0)   | 1 (0)   | 6   | 7    | 4    | 1.750 | 257         | 242         | 1.062       |
| 2   | Ukraina | 3     | 2 (0)   | 1 (0)   | 6   | 7    | 4    | 1.750 | 256         | 244         | 1.049       |
| 3   | Japonia | 3     | 2 (0)   | 1 (0)   | 6   | 7    | 5    | 1.400 | 279         | 272         | 1.026       |
| 4   | Maroko  | 3     | 0 (0)   | 3 (0)   | 0   | 1    | 9    | 0.111 | 213         | 247         | 0.862       |

Źródło: fivb.org
Punktacja: 3:0 i 3:1 – 3 pkt; 3:2 – 2 pkt; 2:3 – 1 pkt; 1:3 i 0:3 – 0 pkt
Zasady ustalania kolejności: 1. liczba zwycięstw; 2. liczba punktów; 3. stosunek setów; 4. stosunek małych punktów; 5. bilans w bezpośrednich meczach
     awans do półfinału
     mecze o miejsca 5-8
     mecze o miejsca 9-12
     mecze o miejsca 13-16
Wyniki spotkań
| Data  | Godz. | Drużyna 1 | Wynik | Drużyna 2 | 1     | 2     | 3     | 4     | 5 | Widzów | * |
| ----- | ----- | --------- | ----- | --------- | ----- | ----- | ----- | ----- | - | ------ | - |
| 27.06 | 15:00 | Turcja    | 3:1   | Ukraina   | 19:25 | 25:20 | 25:17 | 25:20 |   | 25     |   |
| 27.06 | 20:00 | Maroko    | 1:3   | Japonia   | 19:25 | 20:25 | 25:22 | 21:25 |   | 80     |   |
| 28.06 | 15:00 | Japonia   | 1:3   | Ukraina   | 23:25 | 14:25 | 26:24 | 21:25 |   | 30     |   |
| 28.06 | 20:30 | Turcja    | 3:0   | Maroko    | 25:21 | 25:23 | 25:18 |       |   | 20     |   |
| 29.06 | 15:05 | Maroko    | 0:3   | Ukraina   | 21:25 | 22:25 | 23:25 |       |   | 50     |   |
| 29.06 | 20:15 | Turcja    | 1:3   | Japonia   | 21:25 | 22:25 | 25:23 | 20:25 |   | 50     |   |

## Runda pucharowa

### Mecze o miejsca 13-16
| Data  | Godz. | Drużyna 1         | Wynik | Drużyna 2 | 1     | 2     | 3     | 4     | 5     | Widzów | * |
| ----- | ----- | ----------------- | ----- | --------- | ----- | ----- | ----- | ----- | ----- | ------ | - |
| 01.07 | 12:30 | Stany Zjednoczone | 3:0   | Maroko    | 25:18 | 25:23 | 25:21 |       |       | 40     |   |
| 01.07 | 15:00 | Japonia           | 3:2   | Czechy    | 22:25 | 20:25 | 25:21 | 25:15 | 15:13 | 150    |   |

### Mecz o 15 miejsce
| Data  | Godz. | Drużyna 1 | Wynik | Drużyna 2 | 1     | 2     | 3     | 4     | 5 | Widzów | * |
| ----- | ----- | --------- | ----- | --------- | ----- | ----- | ----- | ----- | - | ------ | - |
| 02.07 | 10:00 | Maroko    | 1:3   | Czechy    | 25:19 | 23:25 | 19:25 | 20:25 |   | 50     |   |

### Mecz o 13 miejsce
| Data  | Godz. | Drużyna 1         | Wynik | Drużyna 2 | 1     | 2     | 3     | 4     | 5 | Widzów | * |
| ----- | ----- | ----------------- | ----- | --------- | ----- | ----- | ----- | ----- | - | ------ | - |
| 02.07 | 12:30 | Stany Zjednoczone | 1:3   | Japonia   | 25:23 | 23:25 | 15:25 | 20:25 |   | 30     |   |

### Mecze o miejsca 9-12
| Data  | Godz. | Drużyna 1 | Wynik | Drużyna 2 | 1     | 2     | 3     | 4     | 5 | Widzów | * |
| ----- | ----- | --------- | ----- | --------- | ----- | ----- | ----- | ----- | - | ------ | - |
| 01.07 | 17:50 | Turcja    | 3:1   | Egipt     | 25:21 | 20:25 | 28:26 | 31:29 |   | 15     |   |
| 01.07 | 20:30 | Włochy    | 3:0   | Ukraina   | 25:18 | 25:14 | 25:18 |       |   | 25     |   |

### Mecz o 11 miejsce
| Data  | Godz. | Drużyna 1 | Wynik | Drużyna 2 | 1     | 2     | 3     | 4     | 5     | Widzów | * |
| ----- | ----- | --------- | ----- | --------- | ----- | ----- | ----- | ----- | ----- | ------ | - |
| 02.07 | 15:00 | Egipt     | 2:3   | Ukraina   | 24:26 | 22:25 | 25:22 | 25:21 | 11:15 | 30     |   |

### Mecz o 9 miejsce
| Data  | Godz. | Drużyna 1 | Wynik | Drużyna 2 | 1     | 2     | 3     | 4 | 5 | Widzów | * |
| ----- | ----- | --------- | ----- | --------- | ----- | ----- | ----- | - | - | ------ | - |
| 02.07 | 17:45 | Turcja    | 0:3   | Włochy    | 23:25 | 20:25 | 19:25 |   |   | 30     |   |

### Mecze o miejsca 5-8
| Data  | Godz. | Drużyna 1 | Wynik | Drużyna 2 | 1     | 2     | 3     | 4     | 5     | Widzów | * |
| ----- | ----- | --------- | ----- | --------- | ----- | ----- | ----- | ----- | ----- | ------ | - |
| 01.07 | 12:30 | Iran      | 3:2   | Argentyna | 25:23 | 15:25 | 18:25 | 25:22 | 15:10 | 120    |   |
| 01.07 | 15:30 | Kanada    | 2:3   | Chiny     | 27:25 | 24:26 | 25:21 | 26:28 | 9:15  | 200    |   |

### Mecz o 7 miejsce
| Data  | Godz. | Drużyna 1 | Wynik | Drużyna 2 | 1     | 2     | 3     | 4     | 5     | Widzów | * |
| ----- | ----- | --------- | ----- | --------- | ----- | ----- | ----- | ----- | ----- | ------ | - |
| 02.07 | 11:00 | Argentyna | 3:2   | Kanada    | 22:25 | 30:28 | 25:20 | 20:25 | 15:11 | 75     |   |

### Mecz o 5 miejsce
| Data  | Godz. | Drużyna 1 | Wynik | Drużyna 2 | 1     | 2     | 3     | 4 | 5 | Widzów | * |
| ----- | ----- | --------- | ----- | --------- | ----- | ----- | ----- | - | - | ------ | - |
| 02.07 | 14:00 | Iran      | 3:0   | Chiny     | 25:19 | 25:20 | 25:21 |   |   | 75     |   |

### Półfinały
| Data  | Godz. | Drużyna 1 | Wynik | Drużyna 2 | 1     | 2     | 3     | 4     | 5     | Widzów | * |
| ----- | ----- | --------- | ----- | --------- | ----- | ----- | ----- | ----- | ----- | ------ | - |
| 01.07 | 18:30 | Rosja     | 1:3   | Kuba      | 15:25 | 18:25 | 25:16 | 23:25 |       | 400    |   |
| 01.07 | 20:55 | Polska    | 3:2   | Brazylia  | 25:21 | 25:19 | 21:25 | 23:25 | 15:12 | 400    |   |

### Mecz o 3 miejsce
| Data  | Godz. | Drużyna 1 | Wynik | Drużyna 2 | 1     | 2     | 3     | 4 | 5 | Widzów | * |
| ----- | ----- | --------- | ----- | --------- | ----- | ----- | ----- | - | - | ------ | - |
| 02.07 | 16:00 | Rosja     | 3:0   | Brazylia  | 25:16 | 25:16 | 25:19 |   |   | 750    |   |

### Finał
| Data  | Godz. | Drużyna 1 | Wynik | Drużyna 2 | 1     | 2     | 3     | 4 | 5 | Widzów | * |
| ----- | ----- | --------- | ----- | --------- | ----- | ----- | ----- | - | - | ------ | - |
| 02.07 | 18:30 | Kuba      | 0:3   | Polska    | 20:25 | 10:25 | 19:25 |   |   | 2500   |   |

## Klasyfikacja końcowa
| Miejsce | Reprezentacja     |
| ------- | ----------------- |
| złoto   | Polska            |
| srebro  | Kuba              |
| brąz    | Rosja             |
| 4.      | Brazylia          |
| 5.      | Iran              |
| 6.      | Chiny             |
| 7.      | Argentyna         |
| 8.      | Kanada            |
| 9.      | Włochy            |
| 10.     | Turcja            |
| 11.     | Ukraina           |
| 12.     | Egipt             |
| 13.     | Japonia           |
| 14.     | Stany Zjednoczone |
| 15.     | Czechy            |
| 16.     | Maroko            |

## Nagrody indywidualne
| Najlepszy zawodnik (MVP) | Najlepszy atakujący    | Najlepsi środkowi                   | Najlepszy rozgrywający | Najlepsi przyjmujący           | Najlepszy libero  |
| ------------------------ | ---------------------- | ----------------------------------- | ---------------------- | ------------------------------ | ----------------- |
| Jakub Kochanowski        | Miguel David Gutiérrez | Aleksiej Kononow José Massó Álvarez | Łukasz Kozub           | Bartosz Kwolek Anton Siomyszew | Maique Nascimento |